# Ferran Verdú Monllor
Ferran Josep Verdú i Monllor (Xixona, 1968) és un matemàtic i polític valencià, alcalde de Xixona (l'Alacantí) entre 2007 i 2015. Llicenciat en matemàtiques i doctor per la Universitat d'Alacant (UA), és professor a l'Escola Politècnica Superior de la UA.
Militant del Partit Socialista del País Valencià (PSPV), va coordinar la gestora que dirigí el PSPV de Villena (Alt Vinalopó) el 2010 arran d'una crisi interna del partit. Fou diputat a les Corts Valencianes durant quasi any i mig després entre el juny 2011 i novembre de 2012. Deixà l'escó per les dificultats a l'hora de compatibilitzar les tasques al front de l'ajuntament de Xixona i la docència a la Universitat d'Alacant siguent substituït per Jordi Valentí Martínez Juan.